# Sead Kapetanović
Pour les articles homonymes, voir Kapetanović.
Sead Kapetanović, né le 21 janvier 1972 à Sarajevo (Bosnie-Herzégovine), est un footballeur bosnien, qui évoluait au poste d'arrière droit au Borussia Dortmund et en équipe de Norvège.
Kapetanović n'a marqué aucun but lors de ses quinze sélections avec l'équipe de Bosnie-Herzégovine entre 1996 et 2000.

## Carrière
- 1989-1992 : Željezničar Sarajevo
- 1992-1993 : Viktoria Aschaffenbourg
- 1993-1995 : FSV Francfort
- 1995-1999 : VfL Wolfsburg
- 1999-2002 : Borussia Dortmund
- 2003 : FK Sarajevo

## Palmarès

### En équipe nationale
- 15 sélections et 0 but avec l'équipe de Bosnie-Herzégovine entre 1996 et 2000.

### Avec le Borussia Dortmund
- Vainqueur du Championnat d'Allemagne de football en 2002.